# تعليم مقاومة تعاطي المخدرات

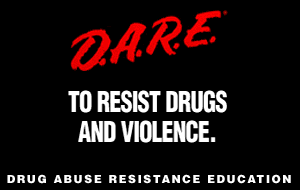
DARE logo

  تعليم مقاومة تعاطي المخدرات هو برنامج تعليمي يهدف الي منع استخدام العقاقير الخاضعة للمراقبة والعضوية في العصابات والسلوك العنيف. وقد تأسست في لوس انجلوس في عام 1983 كمبادرة من رئيس الشرطة دابل جيتس في ذلك الوقت ومنطقة لوس انجلوس الموحدة للمدارس كأستراتيجية لمكافحة المخدرات في جانب الطلب في الحرب الأمريكية التي نشأت عن المخدرات
الطلاب الذين يدخلون البرنامج يوقعون تعهدا بعدم استخدام المخدرات أو الانضمام الي عصابات ويتم ابلاغهم من قبل ضباط الشرطة المحليين حول معتقدات الحكومة عن الاخطار العنيفة لاستخدام المخدرات الترويحية في برنامج تفاعلي في المناهج الدراسية ليستمر لمدة 10 اسابيع.

ت.م.ت.م اخفضت عائدات التفعيل الأمريكية من 15 ملايين دولار في عام 2002 الي 3.7 مليون دولار في عام 2010 بعد نشر تقارير حكومية تفيد ان فعالية البرنامج قد اضعفت. ت.م.ت.م نفذت منهجا جديدا يعتمد علب العمل الذي اجرته ابحاث ولاية بنسلفانيا وولاية ارييزونا
ان ت.م.ت.م مقرها الأمريكي في انجلوود وكاليفورنيا وتوسعت الي بريطانيا العظمي في عام 1995 وايضا تلقي برنامجها قدرا كبيرا من النقد منذ انشائه. فالمدرسين المذهلين لدي ت.م.ت.م هم ضباط شرطة محليون يجب ان يخضعوا ل80 ساعة من التدريب الخاص في مجالات عديدة مثل تنمية الطفل وإدارة الفصول وتقنيات التدريس ومهارات الاتصال. اما لمدرسي المدارس الثانوية، فعليهم 40 سنة من التدريب الإضافي محددين.
تتم دعوة ضباط الشرطة من قبل المناطق التعليمية المحلية للتحدث والعمل مع الطلاب ويسمح لهم بالعمل في الفصل الدراسي من قبل المنطقة التعليمية ولا يحتاجون الي ان يكونوا معلمين مرخصين. ان هناك برامج لمستويات عمرية مختلفة، ومن خلال العمل مع معلمي الصفوف، يقود الضباط الطلاب علي عدد من الجلسات حول المصنفات والمناقشات التفاعلية.
تقارير الجراح العام اثبتت ظهور اثار ايجابية بشأن المواقف تجاه الشرطة. واستخدام برامج ال ت.م.ت.م لضباط الشرطة في المدارس يخفف من بعض مخاوف الأطفال حول حالات مثل اطلاق النار في المدارس والتهديدات الاخري للعنف ضد الأطفال اثناء وجودهم في المدرسة 
في عام 2007، منهج جديد للحصول على وصفة طبية المخدرات والاعتداء على مكافحة المخدرات تعاطي تم إنشاؤها بواسطة D. A. R. E. أمريكا. المساهمين الآخرين شملت الموظفين المكلفين بإنفاذ القوانين؛ فارما; مختبرات أبوت؛ المستهلك الرعاية الصحية والمنتجات جمعية (CHPA)، وعدد من المنظمات الأخرى بما في ذلك أو إن دي سي بي، مكافحة المخدرات، إدارة الأغذية والعقاقير، النداء، SAMHSA مركز علاج إدمان (SAMHSA/CSAT) الشراكة من أجل خالية من المخدرات في أمريكا.
في عام 2009, D. A. R. E. اعتمد تنفيذها من جامعة ولاية بنسلفانيا إنه يجب أن تكون صادقا الأوسط المناهج الدراسية، القائم على الأدلة المناهج المدرجة في السجل الوطني القائم على الأدلة البرامج والممارسات (NREPP). يجب أن تكون صادقا يجري تنفيذها الآن في الولايات المتحدة وفي جميع أنحاء العالم بواسطة D. A. R. E.
يجب أن تكون صادقا وقد وضعت منذ أواخر 90s في جامعة ولاية أريزونا وكذلك في جامعة ولاية بنسلفانيا.
وتعويذة البرنامج هو اسد يدعي دارين، في مختلف الرسوم المتحركة والإنتاج الاعلامي يقوم مايكل جلوفر بصوته

## الفئات العمرية
ابتداء من الصف الرابع، الخامس والسادس، طلاب المرحلة الابتدائية يتم إعطائهم دروسًا لتحقيق مصلحتهم الخاصة عندما يواجهون خيارات عالية المخاطر منخفضة الكسب ولمقاومة ضغط الأقران وغيرها من المؤثرات في اتخاذ خياراتهم الشخصية فيما يتعلق بما يلي: تدخين التبغ، الإعلان عن التبغ، تعاطي المخدرات، الاستنشاق، استهلاك الكحول و الصحةو ضغط الأقران في الشبكة الاجتماعية.
في الصف السادس، السابع والثامن  الابتدائي، دروس  ابقاء الامور واقعية الجديدة  في المدرسة الاعدادية  يتم تعزيزها بالأنشطة في مجالات مراهقة (دون وصفة طبية)/إساءة استخدام العقاقير الطبية، الميثامفيتامين، البلطجة، العصابات، أمن الإنترنت، وغيره. في بداية الخريف من عام 2009, ضباط ت.م.ت.م. في مختلف أنحاء البلاد بدأوا تعليم برنامج ابقاء الامور واقعية الذي تم تطويره بالشراكة مع جامعة ولاية بنسلفانيا.
في المدرسة الثانوية العليا، ت.م.ت.م. هو التعزيز و «المساواة في التركيز على مساعدة الطلاب على التعرف والتعامل مع مشاعر الغضب دون التسبب في ضرر أنفسهم أو الآخرين، دون اللجوء إلى العنف أو استخدام الكحول والمخدرات.»

## المشاركة
وفقا ت.م.ت.م. الموقع، 36 مليون طفل في جميع أنحاء العالم -26 مليون دولار في الولايات المتحدة- يعتبروا جزء من البرنامج. يتم تنفيذ البرنامج في 75% من المناطق التعليمية في الدول، 43 بلدا حول العالم. ت.م.ت.م. أحد أول البرامج الوطنية في تعزيز التسامح.

## سيارات ت.م.ت.م.
عدد من برامج أقسام الشرطة المحلية ت.م.ت.م. لديه سيارات شرطة معروفة باسم سيارات ت.م.ت.م. لتعزيز البرنامج. تلك السيارات تظهر في المدارس وفي المسيرات. عادة هذه السيارات الراقية أو السيارات التي تم ضبطها في غارة مخدرات.  تستخدم لإرسال رسالة مفادها ان تجار المخدرات يخسرون كل زخارفهم الفاتنة عندما يُقبض عليهم. سيارات ت.م.ت.م. كما يمكن أن تكون السيارات سيارات شرطة تقترب من نهاية مدة خدمتها، أو يتم إدخالها في الخدمة للترقية،  أو سيارات شرطة جديدة مجهزة خصيصا لبرنامج ت.م.ت.م.

## التمويل
ت.م.ت.م في أمريكا يتم تمويلها إلى حد كبير كبرنامج منع الجريمة يعمل من خلال التعليم في المدارس. على مر السنين المساهمين شملوا وزارة العدل الأمريكية، وزارة الدفاع، وزارة الخارجية الأمريكية، الولايات المتحدة إدارة مكافحة المخدراتالأمريكية، مكتب إدارة  العدل، مكتب العدل ومنع الجنوح الأمريكي، الشركات، المؤسسات والأفراد ومصادر أخرى بالإضافة إلى ذلك، عادةً ما يتلقى التدريب الحكومي والبرامج المحلية التمويل من الاعتمادات التشريعية للولاية، ووكالات الدولة، والمقاطعات، والمدن، والمناطق التعليمية، ووكالات الشرطة، والأفراد، وجماعات جمع التبرعات المجتمعية وغيرها من المصادر.

## في المملكة المتحدة
برامج ت.م.ت.م.  يتم تسليمها الآن في المملكة المتحدة من خلال تعليم مهارات الحياة الخيرية., شركة لمصلحة المجتمع تم انشائها في عام 2011.  دورات ت.م.ت.م. المتاحة حاليا تشمل برنامج ت.م.ت.م. الرئيسية , المدرسة الثانوية برنامج ابقاء الامور واقعية برنامج ت.م.ت.م. النشطة المجتمعية و لعبة .م.ت.م. المحدثة بطريقة جديدة.

### التاريخ
ت.م.ت.م. بدأت حياتها في المملكة المتحدة في عام 1995 بعد ان رأى الرئيس التنفيذي لمجلس مقاطعة مانسفيلد انه يتم تسليمها في مانسفيلد، أوهايو بينما على تبادل الزيارة. البرنامج تم تقديمه بالكامل في نوتنجهامشاير بعد 2 سنوات من التجارب الناجحة. وذلك لكي تعمل على أساس أكثر استقلالا، مقاومة تعاطي المخدرات التعليم (المملكة المتحدة) المحدودة تأسست كمؤسسة خيرية مسجلة توصل برامجها لأكثر من 320,000 شاب حتى تم حل المنظمة .
كل برامج ت.م.ت.م. التي اعتمدتها تعليم مهارات الحياة . بالاتفاق مع  ت.م.ت.م. الدولي في أيلول / سبتمبر 2011 والتسليم في المدارس في شرق ميدلاندز ظلت تتأثر.

### البرنامج الرئيسي
هو برنامج لتعليم المهارات الحياتية والعقاقير للأطفال الذين تتراوح أعمارهم بين 9 و11 عاماً. تتألف الدورة فيه من 10 جلسات، كل جلسة ساعة واحدة، هدفها تزويد الأطفال بالمعرفة، والمهارات، وإتاحة الفرصة لإستكشاف المواقف؛ لمساعدتهم في اتخاذ قرارات مستنيرة، وتطوير أساليب حياة آمنة وصحية. وتشمل المواضيع التي يتم تناولها: التبغ، والكحول، والحشيش المخدر، والمواد المتطايرة، والتسلط، والسلوك المعادي للمجتمع، بالإضافة إلى مختلف أنواع الضغوط. حيث ينظر الأطفال للمعتقدات المعيارية للكحول والتبغ. هذه الجلسات هي جلسات تفاعلية حيث توفر العديد من فرص التعلم من خلال الأنشطة الفردية، والعمل الجماعي، والمناقشات، والقصص المصورة، ولعب الدور المناسب. ويتم إلقاء البرنامج الرئيسي ل ت.م.ت.م بواسطة: 
• ضابط ت.م.ت.م (ضابط خدمة أو موظف شرطة سابق، أو ضابط شرطة دعم المجتمع، أو موظف مدرسي --- ضابط اتصال في المدرسة)
• موظف ومدير ت.م.ت.م حيث يحضر الموظف كل أسبوع آخر (يسمى 50/50). بالإضافة إلى أنه يصبح جزءًا من الوحدة الصحية في معظم المدارس. 
 • تسليم المعلم (حيث يتلقى المعلمون التدريب من ت.م.ت.م)
يتم تزويد كل تلميذ بدليل ت.م.ت.م لإستخدامه أثناء الدورة. بالإضافة إلى تزويد موظفي الضبط والمعلمين (حيث يكون اختيار المعلم المُدَرَب مختار) بأدلة الجلسة. يعتبر جزء مهم من البرنامج هو حفل التخرج الذي يمثل فرصة للعائلات والمدارس الاحتفال بإنجازات الأطفال.
ويجري الآن تسليم البرنامج الرئيسي في شرق ميدلاندز، ومدينة لندن، وجزء من منطقة شرطة متروبوليتان، وجزر فوكلاند والشرطة العسكرية الملكية في ألمانيا وقبرص ومالطا.

### التقييم
تم تنفيذ عينة مقارنة عشوائية من قبل البرنامج الرئيسى ل ت.م.ت.م في 2015/2016 من خلال استخدام عينة من أكثر من 50 مدرسة و1500 شاب. تم تنفيذ هذا التقييم من قبل أندروماتشي تسيلوني، الأستاذة بجامعة نوتنغهام ترينت، حيث أظهر البرنامج تأثير إحصائي كبير على:
- زيادة المعرفة المحيطة المخدرات والكحول وتعاطي المخدرات
- اتخاذ خيارات آمنة ومسؤولة.
- التواصل والاستماع
- الحصول على مساعدة من الآخرين.

بصورة روتينية قام المعلمون بتصنيف البرنامج على أنه «جيد» أو «مرموق»، في حين أنه في معظم الحالات قام الآباء والشباب بتقييمه على أنه 7.5 من أصل 10. [

### ت.م.ت.م في المجتمع: ('برنامج ت.م.ت.م الفعال')
يقام بشكل أساسي من قبل أبطال ت.م.ت.م، أعضاء المجتمع (المحترفين وغير المحترفين) الذين يشاركون بصورة فعالة في التدريس، والتدريب، ودعم أو تمرين الشباب ويتم تدريبهم ترخيصهم من قبل ت.م.ت.م بالمملكة المتحدة الأمريكية لتسليم المورد. برنامج ت.م.ت.م الفعال يتكون من ثماني جلسات يمكن تقديمها كبرنامج مدته ثمانية أسابيع أو برنامج قائم بذاته (مقاربة نمطية). ويتضمن احتفالًا اختياريًا بالإنجاز حيث يمكن دعوة الضيوف للمشاركة في الاحتفال أو التحدث كقدوة. هذه الفرصة تفسح المجال لفرق الشرطة المحلية التي حضروا، معززين بعض الرسائل الأساسية.

#### مؤلفات الدورات
1. مقدمة البرنامج
2. ستة مفاتيح النجاح
3. بناء فريق العمل والتواصل الإيجابي
4. كيف يمكننا العمل معا وقيمة الآخرين من أجل تحقيق النجاح
5. الثقة بالنفس والتحفيز
6. الانضباط والمسؤولية
7. تستعد محاولة تحدي جديد
8. مراجعة التقييم الذاتي – (الاحتفال للنجاح)

#### فوائد طلاب ت.م.ت.م. النشطين
- تطوير مهارات الحياة الأساسية للبقاء آمنة وصحية لتقديم مساهمة إيجابية في المجتمع
- تحديد الأهداف طبقا لمعايير النجاح لتطويرها.
- استعراض وتقييم أدائهم .
- رفع تقديرهم لذاتهم وتطوير المهارات لزيادة فرص حياتهم .
- أن أصبح مصدر إلهام ودافع، لتحقيق أهدافهم وتركيزهم علي حياتهم ككل .
- أن يكونوا منضبطًين ويتحملوا المسؤولية عن أفعاله .
- تطوير شبكات الدعم والتواصل مع الشبكات بطريقة إيجابية .
- اتخاذ قرارات مستنيرة حول المعضلات الصحية والاجتماعية والأخلاقية (مثل إساءة استخدام المخدرات).
- العمل في إطار المهارات الشخصية والتعلم والتفكير (هيئة المؤهلات والمناهج الدراسية).

### مدرسة ت.م.ت.م الثانوية (ابقائها واقعية):
تخطط ت.م.ت.م في المملكة المتحدة لإطلاق برنامج المدرسة الثانوية خلال عام 2011، لذا فهي متاحة خلال العام الدراسي الجديد، خريف، 2011. سيكون المناهج والموارد (بما في ذلك أقراص دي في دي عالية الجودة) بمثابة تكيف لبرنامج ت.م.ت.م للمدارس الأمريكية الوسطى الذي طورته جامعة ولاية بنسلفانيا بالولايات المتحدة الأمريكية. التطورات الحالية تحدث لضمان ملاءمتها وملاءمتها للمملكة المتحدة. 
وسيتبع ذلك منهج ت.م.ت.م الدراسي الأساسي (على الرغم من أن هذا ليس ضروريًا) وقد تم تصميمه لمساعدة الشباب في السنوات 7 و 8 على التعامل مع العديد من التحديات التي يواجهونها خلال الفترة الانتقالية. ومن المتوقع أن يتم تسليم البرنامج من قبل المعلمين وضباط ت.م.ت.م.

## دراسات عن فعالية

### 1992 – جامعة إنديانا
باحثون في جامعة إنديانا، بتكليف من إنديانا مسؤولي المدرسة في عام 1992، وجدت أن أولئك الذين أكملوا ت.م.ت.م. البرنامج بعد ذلك معدلات أعلى بكثير من المخدرات المهلوسة استخدام أكثر من تلك التي لم تتعرض للبرنامج.

### 1994 – معهد المثلث البحثي الدولي
في عام 1994 ثلاثة معهد تراينجل الدولي العلماء بتقييم ثمانية تحليلات كمية تم إجراؤها من قبل حول فعالية ت.م.ت.م التي تم العثور عليها لتفي بمتطلباتها من أجل الدقة.  وجد الباحثون أن  تأثير ت.م.ت.م على المدى البعيد لم يمكن تحديده، لأن الدراسات المقابلة «تعرضت للخطر بسبب تناقص مجموعة التحكم الشديدة أو التلوث.» ومع ذلك، خلصت الدراسة إلى أنه على المدى القصير «DAREت.م.ت.م يضفي كمية كبيرة كمية قليلة من المعلومات، ولكن تأثيرها ضئيل أو منعدم على استخدام الطلاب للمخدرات»، وأن العديد من البرامج التفاعلية الأصغر كانت أكثر فعالية.
بعد دراسة معهد المثلث البحثي عام 1994،  جاء في مقال نشر في صحيفة لوس أنجلس تايمز أن «المنظمة أنفقت 41,000 دولار لمحاولة منع التوزيع الواسع لتقرير معهد المثلث البحثي وبدأت إجراءات قانونية تهدف إلى إبطال الدراسة».قال مدير نشر المجلة الأمريكية للصحة العامة قالت الولايات المتحدة اليوم أن «ت.م.ت.م وقد حاولت أن تتداخل مع نشر هذا. حاولوا تخويفنا.»

### 1995 – وزارة التعليم كاليفورنيا
في عام 1995، تقريرا ل وزارة التعليم بكاليفورنيا من قبل دكتوراه جويل براون دكتوراه ذكر أن أيا من برامج التوعية بالمخدرات بكاليفورنيا برامج نجح، بما في ذلك، ت.م.ت.م. «من برامج التوعية بالمخدرات بكاليفورنيا، ت.م.ت.م. الأكبر منهم، ببساطة لا تعمل. أكثر من 40 في المئة من الطلاب وقالوا للباحثين أنهم 'ليسوا علي الإطلاق ' متأثرين بأختصصيو التوعية بالمخدرات. حوالي 70 في المئة فادوا انهم محايديين إلي مشاعر سلبية عن أولئك الذين يقدموا رسالة بعنوان مكافحة المخدرات. في حين أن 10 في المئة فقط من طلاب المدارس الابتدائية استجابوا للتوعية بالمخدرات سلبا أو غير مبالين، فأن هذا الرقم إلى 33 في المئة من طلاب المدارس المتوسطة وتجاوزت 90 في المئة على مستوى المدارس الثانوية.» في بعض فأن اختصصيو التوعية والإداريين بأن ت.م.ت.م. قد تزايد في الواقع من تعرض الطلاب ومعرفتهم بالعقاقير غير المعروفة والمواد الخاضعة للرقابة، مما أدى إلى تجارب واستهلاك المخدرات في عمر أصغر من ذلك بكثير. تركز الانتقادات على فشل وإساءة استخدام دولارات دافعي الضرائب، إما مع نتائج فعالة أو سلبية على مستوى الولاية. 

### 1998 - المعهد الوطني للعدالة
في عام 1998، أصدر المعهد الوطني للعدل في جامعة ميريلاند، تقرير إلى المعهد الوطني للمرأة، والتي من بين بيانات أخرى، خلصت إلى أن «ت.م.ت.م. لا يعمل للحد من تعاطي المخدرات.» ت.م.ت.م. توسيع وتعديل مجال تنمية الكفاءات الاجتماعية في مناهجها استجابة للتقرير. بحث الدكتور دينيس روزنباوم في عام 1998 وجدت أن ت.م.ت.م. كان الخريجون أكثر عرضة من غيرهم لشرب الكحول وتدخين التبغ واستخدام المخدرات غير المشروعة. وقد أكد عالم النفس الدكتور وليام كولسون في عام 1998 أن ت.م.ت.م. زادة الوعي بالمخدرات حتى «عندما يصبحون أكبر سنا، يصبحون (الطلاب) فضوليين للغاية حول هذه الأدوية التي تعرفوها من ضباط الشرطة». أشارت أدلة البحث العلمي في عام 1998إلى أن الضباط لم ينجحوا في منع زيادة الوعي والفضول من ان تترجم إلى استخدام غير مشروع. الأدلة تشير إلى أن البرنامج، من خلال تعريض الأطفال صغار السن إلى العقاقير، كان في الواقع يشجع ويغذى عقولهم على تعاطى المخدرات.   الدراسات الممولة من المعهد الوطني للعدالة في عام <g class="gr_ gr_337 gr-alert gr_gramm gr_inline_cards gr_run_anim Style multiReplace" id="337" data-gr-id="337">1998 ,</g>  ومكتب المحلل التشريعى في كاليفورنيا في عام 2000, خلصت أيضا إلى أن البرنامج غير فعال

### 1999 –لينام وآخرون.
1. ↑  Students Pledge to Remain Drug-Free | D.A.R.E. America نسخة محفوظة 28 يوليو 2017 على موقع واي باك مشين.
2. ↑  Objectives for D.A.R.E. Elementary School Curriculum نسخة محفوظة December 11, 2013, على موقع واي باك مشين.Wayback Machine.
dare.com D.A.R.E. America (Word document)
3. ↑  D.A.R.E. Senior High Curriculum نسخة محفوظة December 13, 2007, على موقع واي باك مشين.Wayback Machine.
dare.com D.A.R.E. America. no date
4. ↑  Cool new car for D.A.R.E. نسخة محفوظة 2008-07-08 على موقع واي باك مشين.Wayback Machine.
Old Bridge, NJ Police department 2006 Dodge Charger seized in a drug raid and outfitted using seized assets. Greater Media Newspapers – Suburban. December 13, 2007,
5. ↑  Franconia Township Police Department نسخة محفوظة 2008-08-28 على موقع واي باك مشين.Wayback Machine.
. Franconia Township, PA. 2000 Ford Crown Victoria that was made available by Chief Joe (Joseph Kozeniewski) after it was retired from the duties of a Police patrol vehicle in 2003.
6. ↑  City of Burleson – D.A.R.E.[وصلة مكسورة] Burleson, TX Police Department – dealer furnished new car نسخة محفوظة 26 أبريل 2020 على موقع واي باك مشين.
7. ↑  D.A.R.E. web site: corporations-foundations-government [وصلة مكسورة] نسخة محفوظة 2 سبتمبر 2017 على موقع واي باك مشين.
8. ↑  Perrucci, R. and Wysong, E. The New Class Society. Latham, MD: FRESH, 2002, p. 223. ISBN 0-7425-1938-4 No Supporting quote
9. ↑  Laurel Police Department – Community Policing – What is D.A.R.E.?. Laurel, MD Police Department. No Date. Quote: "Funding for Laurel's D.A.R.E. Program is provided 100% through tax revenues or community donations. The City receives no grants from state or federal sources for our program. The City accepts donations from interested Community Groups or Corporate Sponsors to assist with funding for this program. Funds are used for teaching materials, awards, graduation tee-shirts, etc." نسخة محفوظة 14 ديسمبر 2009 على موقع واي باك مشين.
10. ↑  Washington County Sheriffs Office – D.A.R.E. Fund raiser. Washington County, OR Sheriffs Office. January 20, 2005 (Example of call for fund raising). Quote:"The purpose of the event is to raise money for the Washington County Sheriff’s Office D.A.R.E. program. The money raised will be used right here at home to buy materials for students and help pay for ongoing training of the D.A.R.E. deputies." نسخة محفوظة 21 مارس 2009 على موقع واي باك مشين.
11. ↑  Michael A. Ranatza, Executive Director of LA COLE – SFY 2007–2008 D.A.R.E. State Funding[وصلة مكسورة]. Louisiana Commission on Law Enforcement. June 1, 2007. Abstract: Notification to Louisiana Sheriffs to Apply for D.A.R.E. funds from State appropriation. Quote:"House Bill 1 of the 2007 Regular Session of the Legislature continues the appropriation of funds dedicated to the D.A.R.E. program from the Tobacco Tax Health Care Fund established by ACT 19 of the 2002 Regular Legislative Session. The LCLE will accept grant applications based on the projected appropriation to fund D.A.R.E. grants. Funds will be made available to eligible agencies based on revenue recognized by the Department of the Treasury for LCLE and approved for the operation of D.A.R.E. programs." نسخة محفوظة 11 مايو 2020 على موقع واي باك مشين.
12. ↑  "LIFE SKILLS EDUCATION C.I.C. – Overview (free company information from Companies House)". beta.companieshouse.gov.uk (بالإنجليزية). Archived from the original on 2017-08-31. Retrieved 2017-02-13.
13. ↑  "DRUG ABUSE RESISTANCE EDUCATION (U.K.) LIMITED – Overview (free company information from Companies House)". beta.companieshouse.gov.uk (بالإنجليزية). Archived from the original on 2018-04-03. Retrieved 2017-02-13.
14. ↑  "Evaluating Life Skills Programmes – Life Skills Education CIC". Life Skills Education CIC (بالإنجليزية الأمريكية). Archived from the original on 2017-02-14. Retrieved 2017-02-13.
15. ↑  Evans, Alice and Kris Bosworth – Building effective drug education programs. نسخة محفوظة December 8, 2007, على موقع واي باك مشين.Wayback Machine.
Phi Delta Kappa International Research Bulletin No 19, December, 1887.
16. ↑  Ennett، Susan؛ Tobler، Nancy؛ Ringwalt، Christopher؛ Flewelling، Robert (سبتمبر 1994). "How effective is drug abuse resistance education? A meta-analysis of project DARE outcome evaluations" (PDF). American Journal of Public Health. ج. 84 ع. 9: 1394–401. DOI:10.2105/ajph.84.9.1394. PMID:8092361. مؤرشف من الأصل (PDF) في 2019-05-29. اطلع عليه بتاريخ 2014-03-06.
17. ↑  Marlow، Kristina؛ Rhodes، Steve (6 نوفمبر 1994). "Study: DARE teaches kids about drugs but doesn't prevent use". Chicago Tribune. مؤرشف من الأصل في 2018-04-28. اطلع عليه بتاريخ 2014-03-06.
18. ↑  Brunner، Jim (3 أكتوبر 1996). "How DARE they?". Associated Press. Associated Press. مؤرشف من الأصل في 2020-02-01. اطلع عليه بتاريخ 2014-03-06.
19. ↑  Jeremy Travis, director of the National Institute of Justice – The D.A.R.E. Program: A Review of Prevalence, User Satisfaction, and Effectiveness. October 1994 (PDF document) Quote:"While not conclusive, the findings suggest that D.A.R.E. may benefit from using more interactive strategies and emphasizing social and general competencies. A revised D.A.R.E. curriculum that includes more participatory learning was piloted in 1993 and is being launched nationwide this fall." نسخة محفوظة 29 أغسطس 2017 على موقع واي باك مشين.
20. ↑  Christopher L. Ringwalt, Jody M. Greene, Susan T. Ennett, Ronaldo Iachan, Richard R. Clayton, Carl G. Leukefeld. Past and Future Directions of the D.A.R.E. Program: An Evaluation Review. Research Triangle Institute. September 1994. Supported under Award # 91-DD-CX-K053 from the National Institute of Justice, Office of Justice Programs, U.S. Department of Justice. نسخة محفوظة 08 يوليو 2017 على موقع واي باك مشين.
21. ↑  Drug prevention placebo: How D.A.R.E. wastes time, money and police. Elliott, Jeff. Reason Magazine, March, 1995. نسخة محفوظة 03 سبتمبر 2009 على موقع واي باك مشين. [وصلة مكسورة]
22. 1 2  Lawrence W. Sherman, Denise Gottfredson, Doris MacKenzie, John Eck, Peter Reuter, and Shawn Bushway – Preventing Crime: What Works, What Doesn’t, What’s Promising. Report for the National Institute of Justice. Chapter 5. School-based Crime Prevention 1998. Quote: In summary, using the criteria adopted for this report, D.A.R.E. does not work to reduce substance use. The programs (sic) content, teaching methods, and use of uniformed police officers rather than teachers might each explain its weak evaluations. No scientific evidence suggests that the D.A.R.E. core curriculum, as originally designed or revised in 1993, will reduce substance use in the absence of continued instruction more focused on social competency development. Any consideration of the D.A.R.E.'s potential as a drug prevention strategy should place D.A.R.E. in the context of instructional strategies in general. No instructional program is likely to have a dramatic effect on substance use. Estimates of the effect sizes of even the strongest of these programs are typically in the mid- to high-teens. D.A.R.E.'s meager effects place it at the bottom of the distribution of effect sizes, but none of the effects are large enough to justify their use as the centerpiece of a drug prevention strategy. Rather, such programs should be embedded within more comprehensive programs using the additional strategies identified elsewhere in this chapter. نسخة محفوظة 20 مارس 2018 على موقع واي باك مشين.
23. ↑  Laugesen, W. The dire consequences of D.A.R.E.. Boulder Weekly, December 4, 1998
24. ↑  Dennis P. Rosenbaum, Ph.D. Professor and Head and Gordon S. Hanson, Ph.D. Research Associate Department of Criminal Justice and Center for Research in Law and Justice University of Illinois at Chicago – Assessing the effects of School-based Drug Education: A Six-year Multi-Level Analysis of Project D.A.R.E. by April 6, 1998. Media Awareness Project (MAP) Inc. d/b/a DrugSense نسخة محفوظة 27 يونيو 2017 على موقع واي باك مشين.
25. ↑  National Institute of Justice. Research in Brief, July, 1998. Summary of its Report to Congress, Preventing Crime: What Works, What Doesn't, What's Promising. (PDF document) نسخة محفوظة 08 مارس 2018 على موقع واي باك مشين.

أكمل دونالد ر. لينام وزملاؤه دراسة استغرقت عشر سنوات في عام 2006 التي تنطوي ألف شخص من خريجيين ت.م.ت.م في محاولة لقياس آثار البرنامج. بعد عشر سنوات، لوحض انه لا يوجد تأثير قابل للقياس. وقارن الباحثون مستويات الكحول أو السجائر والماريجوانا واستخدام المواد غير المشروعة من قبل برنامج ت.م.ت.م (عندما كان الطلاب في الصف السادس) مع مستويات بعد توظيف ت.م.ت.م (عندما كانوا 20 عاما). على الرغم من وجود بعض لآثار المقاسة بعد وقت قصير من البرنامج على اتجاه الطلاب نحو المخدرات، الا ان هذه التأثيرات يبدوا انها لن تستمر على المدى البعيد.

### 2001 – مكتب الجراح العام
في عام 2001 الجراح العام للولايات المتحدة، ديفيد ساتشر، دكتوراه في الطب، وضع برنامج ت.م.ت.م في فئة «برامج الوقاية الأولية غير الفعالة». وخلص مكتب المحاسبة العامة في الولايات المتحدة في عام 2003 إلى ان البرنامج كان في بعض الاحيان يأتى بنتائج عكسية في بعض الفئات السكانية، في وقت كان فيه أولئك من تخرجوا من منظمة ت.م.ت.م يحصلون في وقت لاحق على معدلات استخدام للمخدرات أعلى من المتوسط (و هو أثر يرتد على البيئة).

### 2007 –  وجهات نظر حول العلوم النفسية
في آذار / مارس 2017 في برنامج ت.م.ت.م تم وضعه على قائمة من العلاجات التي لديها القدرة على احداث الضرر في العملاء في وكالة الأنباء الجزائرية مجلة وجهات نظر في العلوم النفسية

### 2008 – جامعة هارفارد
كارول فايس، ايرين ميرفي-غراهام، أنتوني Petrosino ، أليسون ج. غاندي "الجنية العرابة—و: جعل حلم السياسة العامة القائمة على الأدلة تتحقق،" المجلة الأمريكية للتقييم", Vol. 29 رقم 1، 29-47(2008) يرغب المقيمين في بعض الأحيان في الجنية العرابة التي من شأنها أن تجعلل صناع القرار يلتفتوا إلى نتائج التقييم عند اختيار البرامج لتنفيذها. حيث وزارة التعليم الأمريكية اقتربت من خلق مثل هذه الجنية العرابة عندما يطلب من مقاطعة المدارس لاختيار برامج الوقاية من تعاطي المخدرات فقط إذا كانت فعاليتها مدعومة بأدلة "علمية". أظهرت التجربة مزايا مثل هذا الإجراء (على سبيل المثال خفض الدعم ل ت.م.ت.م الذي وجد التقييم لا يرغب فيه) ولكن أيضا القصور في (أدلة تقييم محدودة وفي بعض الحالات المشكوك فيها في دعم البرامج الأخرى). بدا ان الاجراءات الفيدرالية لتحديد البرامج الناجحة متحيزة. وبالإضافة إلى ذلك، خفضت الجنية العرابة الخيالية من التقدير المهنى للمعلمين المحليين ولم تفعل شيئا يذكر لتحسين توافق البرامج مع الظروف المحلية. ومع ذلك، فأن إعطاء تقييم أكثر قوة هو وسيلة جديرة بالاهتمام لزيادة عقلانية صنع القرار. يوصي المؤلفون البحث حول الإجراءات المستخدمة من قبل وكالات أخرى إلى تحقيق أهداف مماثلة

### 2009 – تكساس أ & م
«البناء الاجتماعى  لبرامج الوقاية من المخدرات 'القائمة على الأدلة' : إعادة تحليل البيانات من برنامج تقييم مقاومة تعاطي المخدرات. برنامج ت.م.ت.م» مراجعة البرنامج، المجلد 33, رقم 4, 394-414 (2009).و تؤكد الدراسات التي اجراها دينيس جورمان وكارول فايس أن برنامج ت.م.ت.م قد تم تطبيقه على مستوى أعلى من برامج الوقاية من المخدرات. يكتب غورمان: «ما يميز أ.د.ر.ي عن العديد من البرامج حول القوائم القائمة على الأدلة، قد لا يكون التدخّل الفعلي بل الطريقة التي يتم بها تحليل البيانات والإبلاغ عنها وتفسيرها». دينس م.جورمان وتشالرس هوبر 
ما قد تعرض البرنامج لتدقيق متزايد على مر السنين، أصبحت فاعليته العامة مثيرة للجدل ولا تزال محل جدل كبير.
حظر وزارة التعليم الأمريكية استخدام أي من تمويلها لدعم برامج الوقاية من المخدرات التي لم تتمكن من إثبات فعاليتها. [40] وفقا لذلك، وضعت أمريكا في عام 2004 مراجعة رئيسية لمنهجها الذي يجري تقييمه حاليًا لتحقيق الفعالية المحتملة في الحد من تعاطي المخدرات. [u
ددت إدارة خدمات الصحة النفسية والعقلية (س ا م ه س ا) في الولايات المتحدة برامج إقليمية بديلة لبدء التشغيل، لم يكن لأي منها عمر طويل ولم تخضع لتدقيق مكثف. [42].

## سجلات التدخل

### س ا م ه س ا/ ن ر ي ب ب 2006
قامت وزارة الصحة والخدمات الإنسانية الأمريكية، وخدمات إساءة استخدام العقاقير، والصحة العقلية، والسجل الوطني للبرامج والممارسات المستندة إلى الأدلة، بمراجعة مناهج «ريال» الخاصة بـها . وهو يلبي متطلبات (ن ر ي ب ب) كدليل قائم على الأدلة في فئات التبغ والكحول وتعاطي المخدرات. [

### مركز صحة الأطفال في كاليفورنيا عام 2005
درجت وزارة التعليم بولاية كاليفورنيا ومركز موارد الأطفال الصحي التابع لوزارة الصحة في كاليفورنيا منهج ريال«، بعدما تم التحقق من صحته.»

## انتقادات
طابق البرنامج أ .د.ر.ي مع «سياسة عدم التسامح المطلق لسياسة مكافحة المخدرات الحالية في الولايات المتحدة». وفقا للباحث الدكتور. د. غورمان من مركز دراسات الكحول في جامعة روتجرز، فإنه يدعم الإيديولوجيا و «الحكمة السائدة الموجودة بين صانعي السياسة والسياسيين». [45] عندما أعلنت مدرسة لوس أنجلوس الموحدة أنها توقفت عن استخدام سياسات عدم التسامح مطلقاً مع المخاوف من الاستخدام غير المتناسب ضد الأقليات العرقية، [46] [47] أعرب منسق ولاية كاليفورنيا ستيف أبيركرومبي عن استيائه، قائلاً «أنا مندهش من أنهم لا يسلمون [القنب] عندما يوزعون مصنفاتهم.»
 كما تدعي أنها تلبي احتياجات أصحاب المصلحة مثل المناطق التعليمية، [49] الآباء، ووكالات إنفاذ القانون. «لقد كانت منظمة ا.د.ر.ي أمريكا ناجحة للغاية في تسويق برنامجها لوسائل الإعلام من خلال حملة علاقات عامة منسقة بعناية تبرز شعبيتها وتقلل من شأن النقد». [50]
خلص علماء النفس في جامعة كنتاكي إلى أن «الحماسة المستمرة [بالنسبة الي إأ.د.ر.ي.] تظهر مقاومة عنيدة للأميركيين لتطبيق العلم على سياسة المخدرات». 

 قدمت مارشا روزنباوم، التي ترأس مكتب الساحل الغربي لمركز ليندسميث، وهي منظمة لإصلاح سياسات المخدرات، رأيًا في مقالة نشرها صوت القرية لعام 1999: «في نظرة العالمية، سجائر مارلبورو الخفيفة، وبكاردي روم، وسحب من مفصل جميعهم على نفس القدر من الخطورة، لذا فإنهم يشمون بضعة خطوط من الكوكايين».. «ليس حقا التعليم. إنه التلقين.» [52] وذكر المقال أيضا، «جزء مما يجعل أ.د.ر.ي شعبية جدا هو أن يحصل المشاركون على الكثير من الهدايا المجانية. هناك أقلام الفلورسنت الصفراء مع شعار أ.د.ر.ي، دمى صغيرة، الوفير ملصقات، وشهادات التخرج، ورايات لقاعات المدرسة، وحكام، والشعارات، وكتب التلوين، وأ.د.ر.ي لجميع خريجي.»[
شلت الحقيقة في التحقق من أ.د.ر.ي بعض المقالات على موقعه على الإنترنت، للترويج لأحد المقالات الإخبارية التي كانت ساخرة، بعنوان «حلوى الماريجوانا كانديز قتل 9 في ولاية كولورادو، 12 في كواتشيلا.» 

استخدام الأطفال كمخبرين
«يطلب من الأطفال أن يقدموا إلى ضباط شرطة تعليم مقاومة تعاطي المخدرات استبيانات خطية حسّاسة يمكن أن تشير بسهولة إلي منازل الأطفال. وأن هناك أحد دروس تعليم مقاومة تعاطي المخدرات يدعي:» الاعتراف، المقاومة، التقرير«والذي يشجع الأطفال علي إخبار الأصدقاء، المدرسين أو الشرطة إذا وجدوا المخدرات في المنزل.»
وبالإضافة إلى ذلك، يتم تشجيع ضباط تعليم مقاومة تعاطي المخدرات على وضع صندوق ت.م.ت.م في كل فصل دراسي، حيث يمكن للطلاب أن يضعوا معلومات عن المخدرات أو أسئلة تحت ذريعة عدم الكشف عن هويتهم. ويتم إبلاغ الضباط بأنه إذا قام أحد الطلاب بإفشاء معلومات متعلقة باستخدام المخدرات، يجب على الضابط إبلاغ المعلومات إلى السلطات الأخرى، سواء المدرسة أو الشرطة. وهذا ينطبق فيما يبدو سواء كان استخدام المخدرات قانوني أو غير قانوني، غير ضار أو ضار. في عدد من المجتمعات في جميع أنحاء البلاد، تم إدراج الطلاب من قبل ضابط ت.م.ت.م كمخبرين ضد والديهم.
«في دليل تنفيذ ت.م.ت.م الرسمي، يُنصح ضباط الشرطة بأن يكونوا في حالة تأهب لعلامات الأطفال الذين لديهم أقارب يستخدمون المخدرات. ضباط ت.م.ت.م  هم أولاً وقبل كل شيء ضباط شرطة، وبالتالي هم ملزمون بمتابعة الخيوط التي قد تثير اهتمامهم من خلال تعليقات غير مقصودة أو غير حكيمة من قبل الأطفال الصغار.»
ونتيجة لذلك، فإن الأطفال في بعض الأحيان يثقون بأسماء الأشخاص الذين هم يشتبه أنهم يستخدمون المخدرات بشكل غير قانوني. في تشرين الأول / أكتوبر 2010، أحضر طالب في المدرسة الابتدائية في ولاية كارولينا الشمالية القنب إلى المدرسة لتسليم والديه.

### الرد على الانتقادات

#### دافع النقاد
برامج ت.م.ت.م في أمريكا رفضت عموماً العديد من الانتقادات ودراسات مستقلة حول برنامجها ووصفتها بأنها زائفة أو مضللة، أو متحيزة. وفقاً لصحيفة نيويورك تايمز في عام 2001: «لطالما رفضت ت.م.ت.م انتقاداتها لمقاربتها على أنها معيبة أو لعمل مجموعات تؤيد عدم تجريم استخدام المخدرات.»
في بيان صحفي بعنوان «الجماعات المؤيدة للمخدرات وراء الهجوم علي برامج الوقاية؛ برامج ت.م.ت.م التي ينظر إليها كهدف كمؤتمر رؤساء البلديات يدعون إلى مكافحة تقويض التهديد،» أكدت برامج ت.م.ت.م أن الأفراد والجماعات الذين يؤيدوا تقنين مكافحة المخدرات كانوا وراء انتقادات البرنامج، والتي تم تصويرها علي أساس «المصالح المكتسبة» و «تدعيم مختلف البرامج الشخصية الفردية علي حساب أطفالنا.»
وقد هاجم ت.م.ت.م النقاد بزعم أنهم دفعوا وراء مصالحهم المالية الذاتية في البرامج التي تتنافس مع ت.م.ت.م. وقد وجهت اتهام ب «إنهم يحاولون إيجاد سبل لمهاجمة برامجنا وإساءه استخدام العلم للقيام بذلك. خلاصة الأمر هي إنهم لا يريدون ضباط الشرطة القيام بهذا العمل لأنهم يريدون ذلك لأنفسهم.» كما تم استبعاد النقاد لأنهم يشعرون بالغيرة من نجاح ت.م.ت.م.

#### رد الإحصاءات
رونالد جي بروغان، جامعي تبرعات ت.م.ت.م بمدينة نيويورك، والمتحدث الرسمي قال في عام 1999 أن «إذا تعلمت اللغة الألمانية لمدة 17 أسبوعاً، فلن تتحدث الألمانية. ويقول النقاد أن هذا التأثير يتبدد على مر السنين. أحقاً، يا شيرلوك.» تم الملاحظة في المقال الذي نُقل عنه أن «مسؤولي ت.م.ت.م يقولون أن حل هذه المشكلة ليس أقل من ت.م.ت.م ولكن أكبر من ذلك، ويحثون المدن علي تعليم مقاومة تعاطي المخدرات في المدارس الابتدائية والثانوية.»
أوضح أحد الزعماء أنه «ليس لدي أي إحصائيات لك. أرقامنا القوية هي الأرقام التي لا تظهر.» وجاء في تقرير جامعة ميريلاند لعام 1998 المقدم إلى المعهد القومي الأمريكي للعدالة أن «مسئولي ت.م.ت.م في أمريكا غالباً ما يقتبسون قولهم إن الدعم الشعبي القوي للبرنامج هو مؤشر أفضل على فائدته من الدراسات العلمية.»

#### المناهج الجديدة
في عام 2009، تبني ت.م.ت.م منهج إبقائها حقيقية. وبدلاً من التركيز فقط على مخاطر الكحول والمخدرات، فإن منهج إبقائها حقيقية يستخدم نظرية التعلم العاطفي الاجتماعي ونهج المهارات الحياتية لوضع تصور لمقاومة استخدام المواد كعملية محددة ومتمايزة وتؤكد كفاءة الاتصال كمركز لاستراتيجيات المقاومة الفعالة. . في الوقت نفسه، تستخدم إبقائها حقيقية منهجًا ثقافيًا يقر بأهمية الاختلافات الثقافية وأوجه التشابه في فعالية استراتيجيات ومعايير الاتصال المحيطة بتعاطي المواد المخدرة. تم تطوير البرنامج من قبل الباحثين في ولاية بنسلفانيا، الذين قاموا بتقييم فعايته، على الرغم من أن المنتقدين يؤكدون أن البرنامج لا يقوم بتطبيق نظام تقييم طويل الأمد. في عام 2013، صنفت إدارة خدمات إساءة استعمال العقاقير والعقلية «جاهزيتها للنشر» في 1.5 من 4. أظهرت تجربتان معشاة ذات شواهد حقلية فعالية التعددية الثقافية «لإبقائها حقيقية» للحد من استخدام المواد عبر مستويات الصفوف والمجموعات العرقية / العرقية، والتي تسلط الضوء على أهمية إرساء برامج الوقاية من استخدام المواد في مواقف الجمهور الثقافية والقيم والمعايير والمعتقدات. الدراسة الثانية «تقييم ظهور تعاطي المخدرات عبر وداخل المجموعات العرقية والأوقات المثالية للتدخل» إيجاد «جرعة مضاعفة من التدخل في المدارس الابتدائية لم تكن أكثر فعالية من التدخل في المدارس المتوسطة وحدها.»
—بعد مرور مبادرة واشنطن 502 التي شرّعت استهلاك القِنَّب في ولاية واشنطن، تم تغيير برنامج ت.م.ت.م في الولاية لإزالة رسائل القنب من المناهج الدراسية الخاصة بسن الخامسة، بحجة أن «لقد توصلت الأبحاث إلى أن تعليم الأطفال عن العقاقير التي لم يسمعوا عنها أبداً أو ليس لديهم فهم حقيقي للحياة قد يحفز اهتمامهم أو فضولهم حول المادة.»

## روابط خارجية
- Drug Abuse Resistance Education home page
- DARE World
- How to Start a DARE Program in your Community
- International Association of Chiefs of Police, IACP
- 2003 U.S. General Accounting Office letter to Senator Richard J. Durbin
- A Different Look at D.A.R.E.
- UK website
- Training Center Minas Gerais / D.A.R.E. Brazil (PROERD)
- D.A.R.E. Brazil (PROERD) نسخة محفوظة 6 نوفمبر 2009 على موقع واي باك مشين.
- Official Keepin' It Real website
- Alamo Area / Bexar County D.A.R.E.
- ASU's official Keepin' it REAL website